# Lamborghini Essenza SCV12
Lamborghini Essenza SCV12 – supersamochód klasy wyższej produkowany pod włoską marką Lamborghini w latach 2020 – 2021.

## Historia i opis modelu

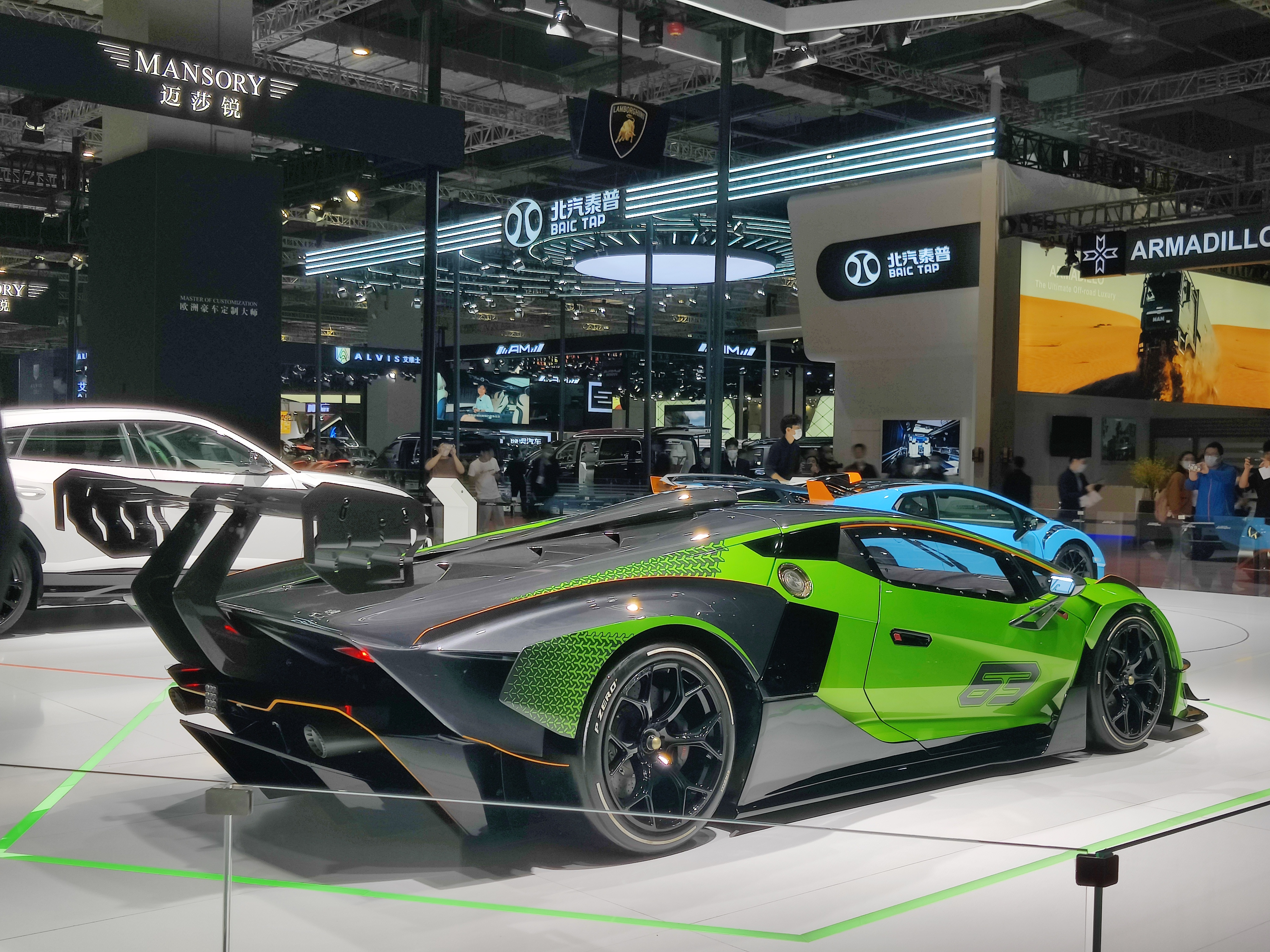
Lamborghini Essenza SCV12 - tył

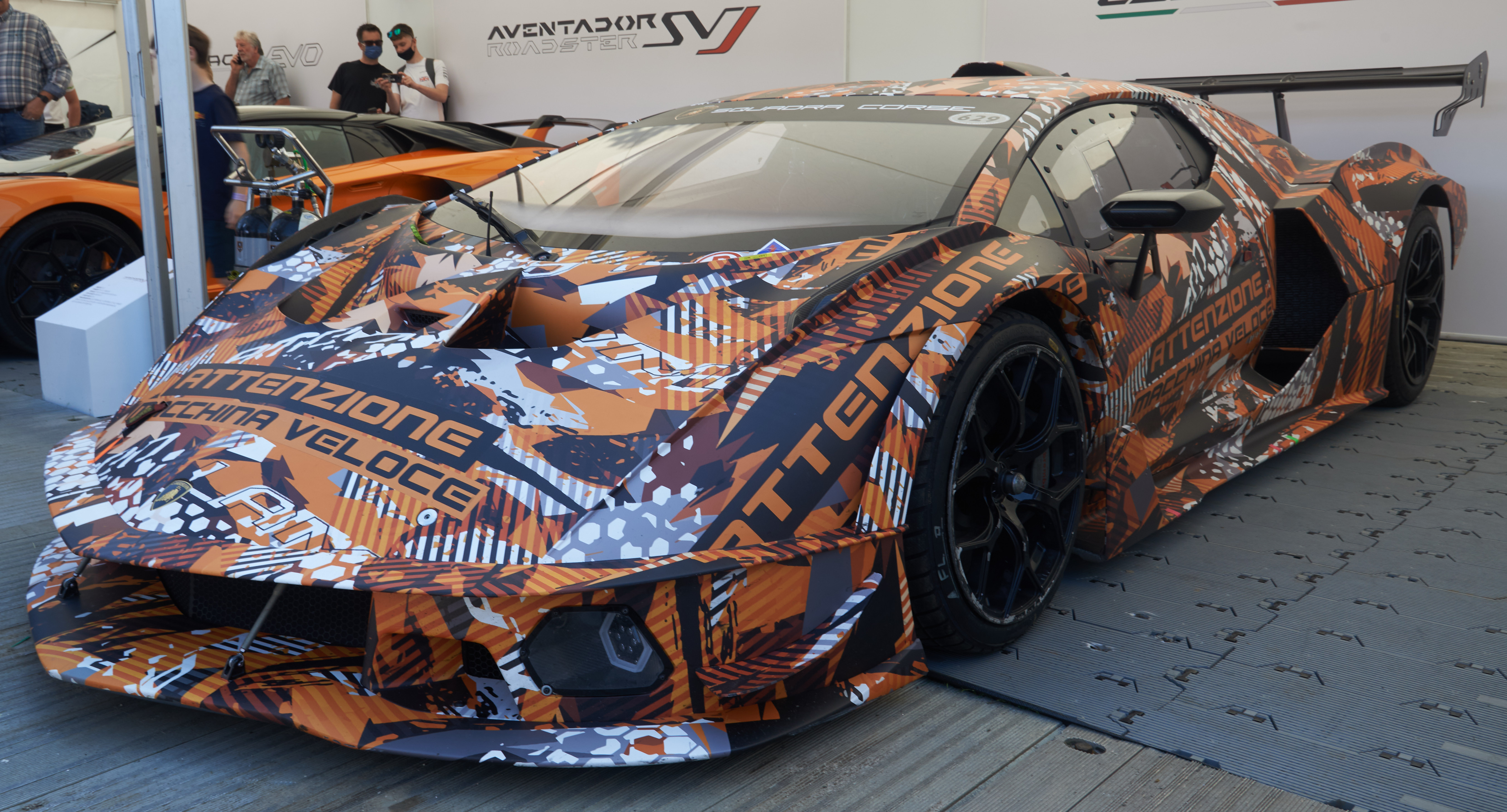
Lamborghini Essenza SCV12 na Goodwood Festival of Speed 2021

W lipcu 2020 roku Lamborghini przedstawiło nowy wyczynowy model Essenza SCV12, poszerzający nie tylko grono specjalnych konstrukcji zbudowanych w limitowanej serii, ale i będący najszybszym pojazdem włoskiej firmy napędzanym przez wolnossący silnik benzynowy. Pierwsza prezentacja supersamochodu przed publicznością miała miejsce 9 miesięcy później, na chińskiej wystawie Auto Shanhaghai 2021.
Jako pojazd torowy, Essenza SCV12 posiada klatkę bezpieczeństwa wykonaną z włókna węglowego zgodnie ze standardami FIA Hypercar, z kolei podwozie zostało zapożyczone z flagowego supersamochodu Aventador.
Lamborghini Essenza SCV12 wyposażone zostało w 6,5 litrowy silnik typu V12 rozwijający moc maksymalną 830 KM, współpracując z sekwencyjną przekładnią biegów X-Trac. Wykonane z włókna węglowego nadwozie pozwala uzyskać docisk do 1200 kilogramów przy osiągnięciu prędkości 250 km/h. Dzięki optymalnie ukształtowanemu, lekkiemu nadwoziu samochód posiada stosunek masy do mocy 1,66kg na KM.

### Sprzedaż
Essenza SCV12 to pierwsze od czasu premiery modelu Sesto Elemento z 2010 roku Lamborghini, które nie jest dopuszczone do ruchu drogowego z racji opracowania wyłącznie z myślą o użytku torowym. Pula wyprodukowanych egzemplarzy została ściśle limitowana, określając nią na maksymalnie 40 sztuk, z czego większość z nich została zarezerowana jeszcze w momencie debiutu.

### Silnik
- V12 6.5l 820 KM